# Psusenés I

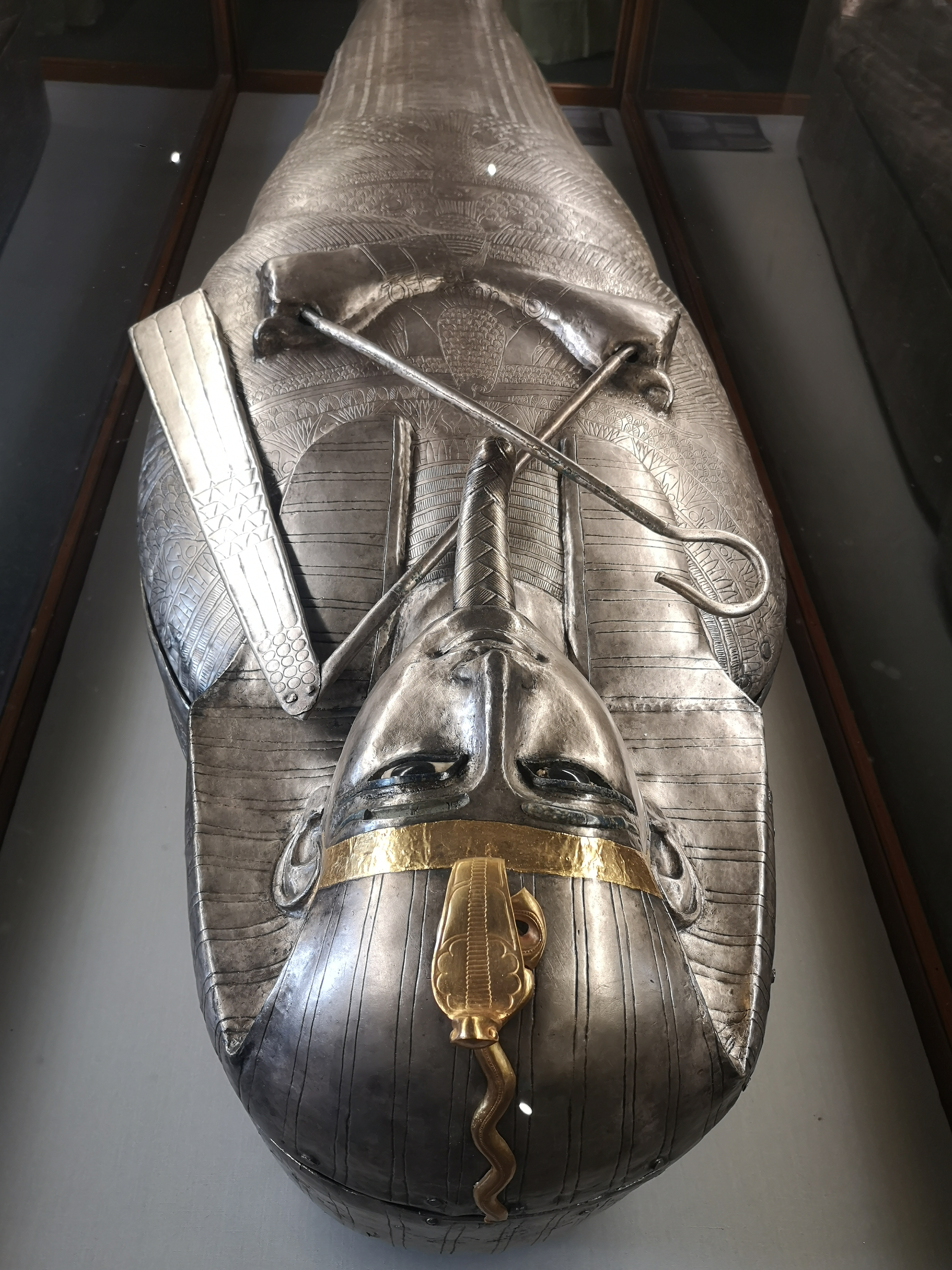
O caixão de prata de Psusennes I no Museu Egípcio.

Psusenés I foi o terceiro faraó da XXI dinastia egípcia durante o Terceiro Período Intermediário. Governou entre 1039 e 991 a.C. em Tânis, no Baixo Egito. 
Psusenés é a forma grega do nome egípcio Pasebacaeniute, que significa "A estrela que brilha em Tebas" ou "A estrela que aparece na cidade de Tebas". O prenome (ou nome de trono) deste faraó foi Aaqueperré-Setepenré ("Grande é a forma de Ré-Escolhido por Ré").
Pouco se sabe sobre o reinado de Psusenés I. O faraó foi responsável por actividade construtora em Tânis, da qual se destaca a construção de parte significativa do templo de Amom naquela cidade, tendo se recorrido a blocos de pedra retirados de Pi-Ramessés, capital do Egito desde Ramessés II. 
Assumiu o título de sumo sacerdote de Amom, aspecto relacionado com o poder dos detentores deste cargo nesta época. Casou também a sua filha Isitenquebi com o sumo sacerdote Menqueperré. 
Psusenés I foi sepultado num túmulo construído no interior do templo de Amom em Tânis. Este túmulo foi descoberto intacto pelo egiptólogo francês Pierre Montet em 1940. Embora o seu tesouro não fosse tão espetacular como o de Tutancâmon encontrou-se nele, entre outros objectos, uma máscara funerária, pulseiras e vários chabtis (pequenas estátuas funerárias).

## Titulatura
| M23 · X1 | L2 · X1 |

| M23 · X1 | L2 · X1 |

|                |               |     |                       |
| \| \| \| \| \| |               |     |                       |
|                |               |     |                       |
| M17            | Y5 · N35 · U7 | G40 | N14 · N28 · N35 · O49 |

| M17 | Y5 · N35 · U7 | G40 | N14 · N28 · N35 · O49 |

|                |               |     |                       |
| \| \| \| \| \| |               |     |                       |
|                |               |     |                       |
| M17            | Y5 · N35 · U7 | G40 | N14 · N28 · N35 · O49 |

| M17 | Y5 · N35 · U7 | G40 | N14 · N28 · N35 · O49 |

|                |               |     |                       |
| \| \| \| \| \| |               |     |                       |
|                |               |     |                       |
| M17            | Y5 · N35 · U7 | G40 | N14 · N28 · N35 · O49 |

| M17 | Y5 · N35 · U7 | G40 | N14 · N28 · N35 · O49 |

|                |               |     |                       |
| \| \| \| \| \| |               |     |                       |
|                |               |     |                       |
| M17            | Y5 · N35 · U7 | G40 | N14 · N28 · N35 · O49 |

| M17 | Y5 · N35 · U7 | G40 | N14 · N28 · N35 · O49 |

| G39 | N5 · Z1 |

| G39 | N5 · Z1 |

|                |    |     |                      |
| \| \| \| \| \| |    |     |                      |
|                |    |     |                      |
| N5 · O29       | L1 | M17 | Y5 · N35 · U21 · N35 |

| N5 · O29 | L1 | M17 | Y5 · N35 · U21 · N35 |

|                |    |     |                      |
| \| \| \| \| \| |    |     |                      |
|                |    |     |                      |
| N5 · O29       | L1 | M17 | Y5 · N35 · U21 · N35 |

| N5 · O29 | L1 | M17 | Y5 · N35 · U21 · N35 |

|                |    |     |                      |
| \| \| \| \| \| |    |     |                      |
|                |    |     |                      |
| N5 · O29       | L1 | M17 | Y5 · N35 · U21 · N35 |

| N5 · O29 | L1 | M17 | Y5 · N35 · U21 · N35 |

|                |    |     |                      |
| \| \| \| \| \| |    |     |                      |
|                |    |     |                      |
| N5 · O29       | L1 | M17 | Y5 · N35 · U21 · N35 |

| N5 · O29 | L1 | M17 | Y5 · N35 · U21 · N35 |